# Hai, Radîvîliv
Hai (în ucraineană Гай) este un sat în comuna Pustoivanne din raionul Radîvîliv, regiunea Rivne, Ucraina.

## Demografie
Componența lingvistică a localității Hai
     Ucraineană (100%)
Conform recensământului din 2001, toată populația localității Hai era vorbitoare de ucraineană (100%).